# Polski Ruch Przyjaciół Indian
Treść tego artykułu może nie być zgodna z zasadami neutralnego punktu widzenia.
Dokładniejsze informacje o tym, co należy poprawić, być może znajdują się w dyskusji tego artykułu.
 Po wyeliminowaniu niedoskonałości należy usunąć szablon [[Szablon:Dopracować|]] z tego artykułu.
Polski Ruch Przyjaciół Indian (PRPI) – ogólnokrajowa grupa społeczna hobbystów - osób indywidualnych i grup zainteresowanych rdzennymi mieszkańcami obu Ameryk (z przewagą miłośników kultury materialnej dawnych Indian Ameryki Północnej), istniejąca w Polsce od połowy lat 70. XX w. Jako grupa nieformalna, PRPI nie posiada oficjalnych władz czy struktur organizacyjnych, listy zarejestrowanych członków ani siedziby (centrali, biura, itp).

## Historia
PRPI początkowo był niewielkim (kilkadziesiąt osób), rozproszonym terytorialnie i aktywnym okazjonalnie kręgiem hobbystów, skupiającym w większości młodych ludzi wokół lokalnych grup i liderów, raz w roku spotykających się na letnich ogólnopolskich zlotach osób zainteresowanych kulturą Indian. Z upływem lat grupa (od 1980 r. określająca się jako PRPI) stawała się coraz liczniejsza i aktywniejsza, gromadząc indianistów o zainteresowaniach (takich jak historia, kultura materialna i duchowa, rzemiosło, współczesne życie i problemy rdzennych Amerykanów, kolekcjonerstwo, literatura, muzyka, itp.) i coraz bardziej zróżnicowanych formach działania (zloty, spotkania lokalne, sesje popularnonaukowe, wystawy, pokazy, imprezy plenerowe, prelekcje o tematyce indiańskiej, itp.)
Obecnie PRPI to wielopokoleniowy ruch hobbystyczny o cechach kontrkultury i złożonej - choć nadal zasadniczo nieformalnej (wyjątek: PSPI) – strukturze organizacyjnej (nieformalne stowarzyszenia, kluby, grupy lokalne i tematyczne). Cechuje go silne poczucie tożsamości kilkudziesięciu najbardziej aktywnych i doświadczonych uczestników PRPI oraz słabsza integracja liczniejszego grona (zwykle młodszych i czasowych) sympatyków ruchu. W porównaniu z większością innych grup indianistów na świecie, PRPI cechują: dość szeroki zasięg (uczestnicy w całej Polsce, kontakty zagraniczne), znaczne zróżnicowanie tematyki i poziomu zainteresowań poszczególnych jego uczestników oraz różnorodność form i spontaniczny charakter większości działań grupowych i indywidualnych (a co za tym idzie - brak wyraźnie określonych celów i przywództwa, słabość organizacyjna i finansowa oraz pewna wewnętrzna niespójność).

### Polskie Stowarzyszenie Przyjaciół Indian
Spośród uczestników PRPI wywodzili się założyciele i większość kilkudziesięciu członków Polskiego Stowarzyszenia Przyjaciół Indian (PSPI), jedynej zarejestrowanej formalnie ogólnopolskiej organizacji indianistów. PSPI powstało w 1990 roku (swoją siedzibę miało początkowo w Białymstoku, a następnie w Warszawie) w związku z przygotowaniami do polskich etapów indiańskiego tzw. "Świętego Biegu" z Londynu do Moskwy. Szerokie cele statutowe stowarzyszenia obejmowały tzw. "4xP" (poznawanie, praktykowanie, propagowanie i pomoc) w dziedzinach dotyczących Indian obu Ameryk, a jego członkami miały być przede wszystkim osoby organizujące działalność przyjaciół Indian w Polsce.
Szczyt aktywności PSPI przypadł na połowę lat 90. XX w. Jednak ze względu na brak doświadczeń, skromne zaplecze organizacyjne i finansowe, niewielki napływ nowych członków oraz kontrowersje wokół działalności PSPI stowarzyszenie zaprzestało aktywnej działalności pod koniec lat 90. Próby jego reaktywacji zaowocowały przywróceniem działalności Stowarzyszenia pod koniec 2007 roku.

## Działalność
Do najpopularniejszych form działalności PRPI należą:
- ogólnopolskie zloty przyjaciół Indian – wakacyjne tygodniowe spotkania przypominające formą dawne obozowiska Indian Wielkich Równin, będące dorocznym świętem polskich indianistów, miejscem prezentacji i autopromocji, sposobem wypoczynku, okazją do spotkań towarzyskich i wszelkiego typu wymiany. Zloty PRPI gromadzą z reguły ponad 100 tipi i 500 uczestników (XXX Zlot PRPI odbył się na przełomie lipca i sierpnia 2006 w Uniejowie)
- "indiańskie wioski" – niewielkie skanseny kultury Indian Ameryki Północnej stanowiące prywatne przedsięwzięcia komercyjne o sezonowym zwykle charakterze i regionalnym zasięgu, obejmujące zazwyczaj kilka lub kilkanaście tipi, część muzealną i plac zabaw; "wioski" oferują kilkugodzinne edukacyjno-rozrywkowe programy dla zorganizowanych grup dzieci i młodzieży, czasem organizują też imprezy dla dorosłych i turystów indywidualnych oraz wakacyjne obozy z elementami programu "indiańskiego"
- pow-wow – otwarte dla publiczności festiwale indiańskiej muzyki i tańca Indian Ameryki Północnej, gromadzące co najmniej kilkudziesięciu polskich indianistów (z których część rywalizuje w kilku kategoriach indiańskich tańców), kilka grup pieśniarzy, zwykle także publiczność i gości z zagranicy (indianiści z sąsiednich krajów i pojedynczy Indianie); organizowane zazwyczaj raz na kwartał, są okazją do zabawy i nauki (warsztaty indiańskiego tańca i śpiewu), do promocji współczesnej kultury indiańskiej oraz do spotkań towarzyskich i wszelkiego typu wymiany (informacji, umiejętności, doświadczeń, zbiorów, publikacji, wyrobów, surowców, narzędzi, itp.)
- czasowe wystawy tradycyjnego rzemiosła indiańskiego, dzieł sztuki, publikacji, fotografii, itp., organizowane ze zbiorów prywatnych indianistów i prezentujące zarówno oryginalne wyroby indiańskie (rzadziej), jak i (częściej) samodzielnie wykonywane repliki i kopie
- prelekcje i pokazy indiańskich tańców, ceremonii i towarzyszących im elementów kultury materialnej (organizowane wzorem m.in. Sat-Okha m.in. dla szkół i przedszkoli, domów kultury, pracowników firm i klientów centrów handlowych - zarówno na zasadach komercyjnych, jak i charytatywnych)
- sesje i konferencje popularnonaukowe, przeglądy filmów o tematyce indiańskiej oraz warsztaty i ceremonie z elementami indiańskiej kultury i obrzędowości, organizowane własnymi siłami osób związanych z PRPI lub (częściej) we współpracy z innymi organizacjami i instytucjami, czasem także z udziałem zaproszonych Indian. Sesja popularnonaukowa "Indianie i Indianiści" dedykowana pamięci jednej z prekursorek PRPI - "Indiańskiej Babci" Stefanii Antoniewicz odbyła się w styczniu 2003.  W marcu 2006 roku indianiści zorganizowali  w Państwowym Muzeum Etnograficznym w Warszawie sesję w 130 rocznicę bitwy nad Little Big Horn „Od zbrojnego oporu po współpracę z ONZ – Indianie w walce o swoje prawa".  W kwietniu 2008 roku była tam sesja poświęcona tożsamości narodowej Indian, a w październiku 2009 w Bydgoszczy sesja popularno-naukowa „Szlakiem Złamanych Traktatów”.
- indywidualna i zbiorowa działalność wspierająca Indian (moralna, materialna i symboliczna), udział w międzynarodowych akcjach protestacyjnych (np. petycje i e-maile w sprawie Leonarda Peltiera, współpraca z innymi grupami humanitarnymi (np. udział w akcjach Amnesty International), okazjonalne akcje charytatywne i spotkania z udziałem indiańskich działaczy (np. z AIM).
- wyjazdy w rejony zamieszkane przez Indian obu Ameryk, nawiązywanie tam osobistych znajomości i przyjaźni, nabywanie posiadanej przez Indian wiedzy i umiejętności w drodze bezpośrednich kontaktów, zapraszanie Indian do Polski i nawiązywanie kontaktu z Indianami u nas przebywającymi
- studia i badania naukowe (etnologia, kulturoznawstwo, filologia, itp.) umożliwiające przekształcenie własnych zainteresowań w działalność zawodową, systematyzację wiedzy, uczestnictwo w badaniach terenowych i konferencjach naukowych, publikowanie oraz prowadzenie działalności naukowej i edukacyjnej
- publikacje i obecność w mediach – tłumaczenie na język polski lub samodzielne pisanie książek o tematyce indiańskiej, redagowanie i wydawanie czasopism środowiskowych ("Tawacin" i inne), publikowanie w prasie tekstów o tematyce indiańskiej, udział w programach telewizyjnych i radiowych. Wiele publikacji o tematyce indiańskiej istnieje dzięki wydawnictwu TIPI.
- Internet – tworzenie prywatnych stron z informacjami o Indianach i indianistach, administrowanie środowiskowymi forami dyskusyjnymi, prowadzenie internetowych audycji radiowych, itp.

## Relacje z otoczeniem
Dla szerszej opinii społecznej w Polsce stosunkowo mało znany - przez osoby, które się z nim zetknęły, PRPI postrzegany jest zazwyczaj jako niewielka subkultura, zawężana często do widowiskowych grup indianistów  zainteresowanych aktywnie kulturą materialną dawnych Indian Wielkich Równin i jej publiczną promocją. Chociaż związki większości indianistów z PRPI są zwykle przejściowe i powierzchowne, to część jego starszych uczestników zabiega o utrwalanie i wzmacnianie więzi wewnątrzśrodowiskowych wśród sympatyków PRPI. Część liderów wykazuje też szersze ambicje, wykorzystując swoje indiańskie zainteresowania i indianistyczne kontakty do działań o innym - zwykle pokrewnym - charakterze (edukacja i wychowanie, kultura i sztuka, ekologia i ochrona środowiska, turystyka i rekreacja, itp.) 

## Źródła
1. ↑  Natalia Senderak, Kultura indiańska w Polsce [online], 25 października 2012 [dostęp 2021-09-10].
2. ↑  Marek Nowocień – Polski Ruch Przyjaciół Indian wczoraj dziś i jutro, w: „Odrębna Rzeczywistość. Referaty z sesji „Indianie i Indianiści” poświęconej pamięci Indiańskiej Babci Stefanii Antoniewicz”, red. A. J. Kilanowski, Wyd. TIPI, Wielichowo 2004 ISBN 83-919264-0-0.